# Villa Squattus Dei

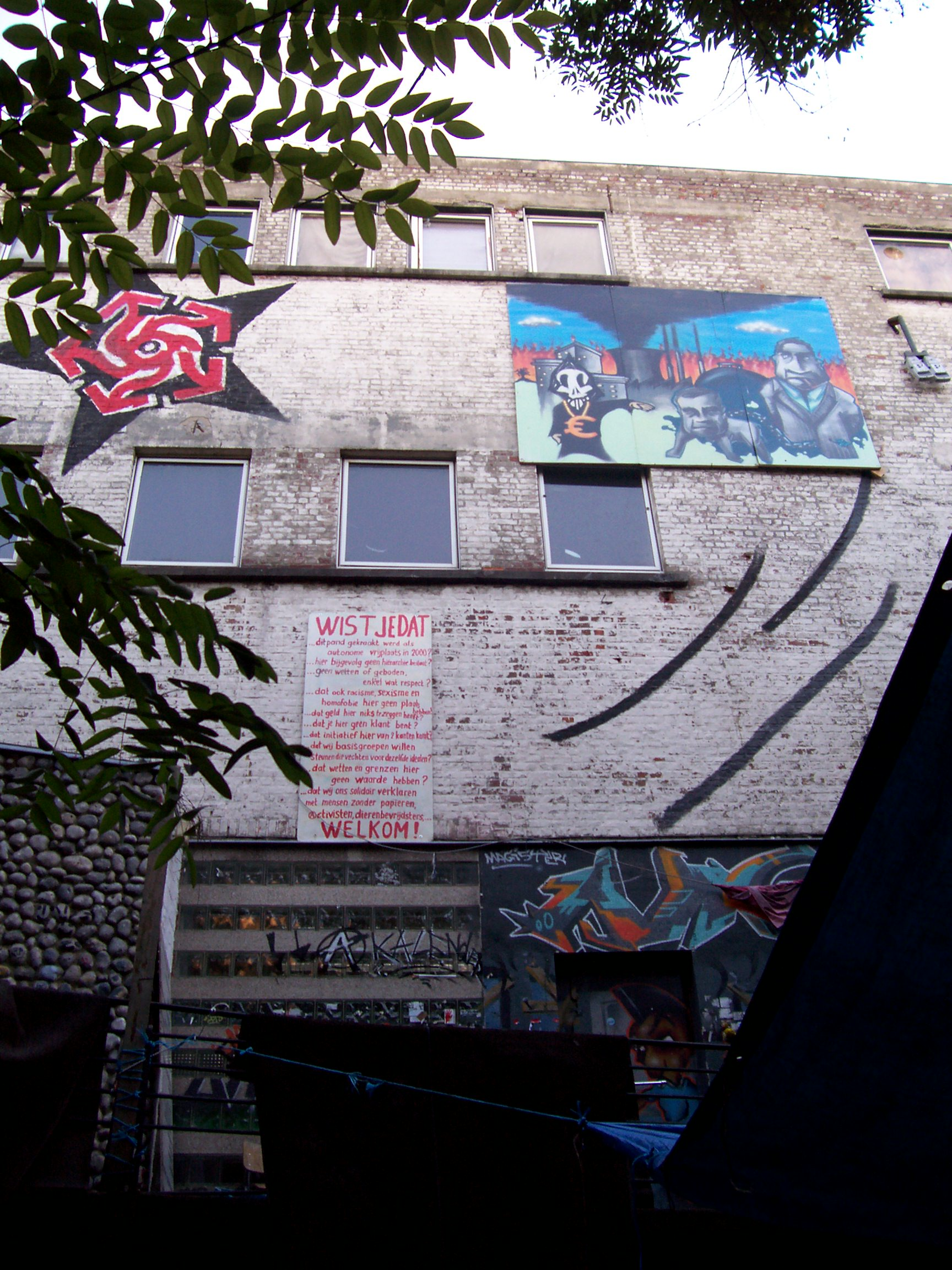
Gevel van Villa Squattus Dei met informatiebord en karikatuur van Louis Tobback.

Villa Squattus Dei (ook wel Skwattus Dei geschreven) was een kraakpand in de Schapenstraat 29 te Leuven, België.
Het gebouw is de eigendom van de katholieke organisatie  "Coöperatieve voor Culturele Centra" (CCC), de beheersorganisatie van Opus Dei, en stond vier jaar leeg toen het op 17 juli 2000 gekraakt werd.

## Werking

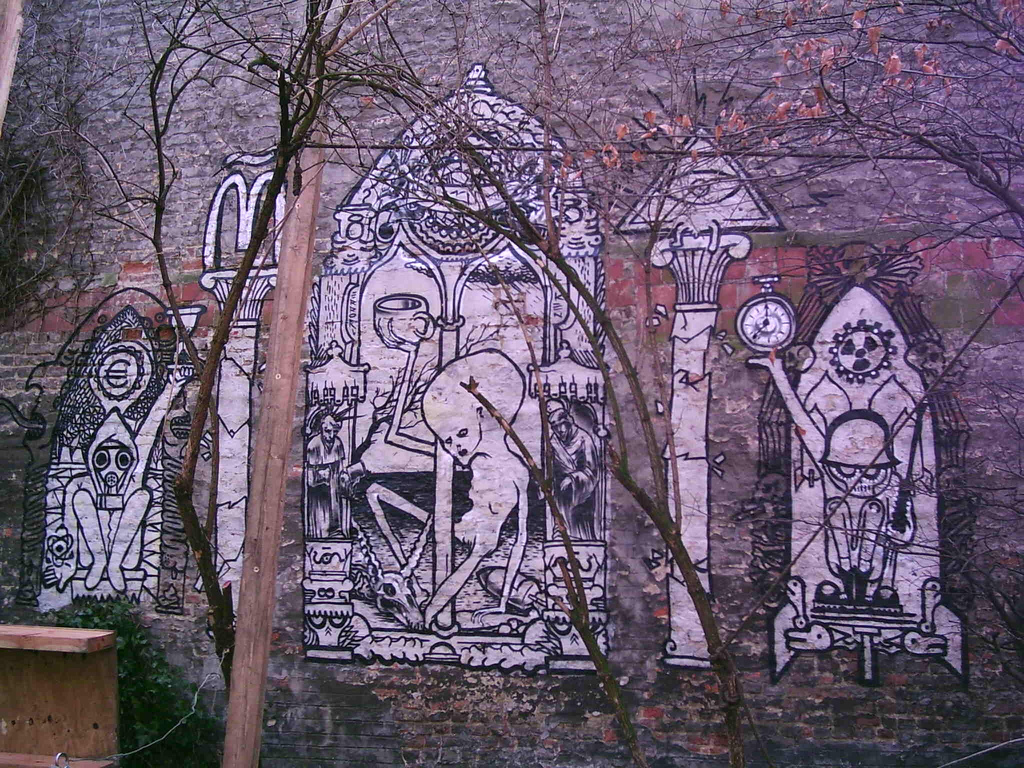
Muurschildering verwijzend naar anarchistische thema's.

Het pand verleende onderdak aan een infotheek (bibliotheek met literatuur over kraken, anarchisme en aanverwante thema's), volkskeukens (veganistische maaltijdbereiding waarbij participatie open is en bij consumptie om een vrije bijdrage wordt verzocht), optredens, filmvoorstellingen en benefieten. Jaarlijks werd in Villa Squattus Dei het Boycot Marktrock Festival georganiseerd als protest tegen en alternatief voor het, volgens de krakers te commerciële, stadsfestival Marktrock.

## Publicaties
In 2005 werd de vijfde verjaardag van Villa Squattus Dei gevierd. Naar aanleiding van deze verjaardag verscheen een compilatie-album met daarop muziekgroepen die in het verleden te gast waren in het kraakpand. Bij de CD zat ook een boekje met de geschiedenis van het kraken in Leuven.

## Ontruiming
Het pand werd op 18 juni 2007 ontruimd door de politie.